# Chosuke Sato
Chosuke Sato (Japans: 佐藤長助, Sato Chosuke) (Sendai, 10 april 1906 – 5 september 1983) was een Japans componist en dirigent.

## Levensloop
Sato studeerde aan de militaire muziek-academie en heeft in 1926 afgestudeerd. Aansluitend werd hij militaire kapelmeester bij verschillende muziekkorpsen. In deze functie verbleef hij tot de Tweede Wereldoorlog. Na de oorlog werd hij chef-arrangeur en componist bij het bedrijf King Records in Tokio. Later werkte hij bij de Japanse omroep en televisie.

## Composities

### Werken voor harmonieorkest
- 1964 Dances on Folk Song (ook: Dance Music), gebaseerd op folk songs uit Sendai
- 1966 Gakuen Overture
- 1967 Fantasies
- 1973 Hotaka Renpo, suite
- 1973 Opening Ceremony
- Army March - tekst: Sazanami Iwaya
- In the Morning Sun - tekst: Masaharu Honma
- My Horse "Line" - tekst: Shizuka Nakagawa
- Obone-Bushi

### Vocale muziek
- Song miyagino Basin
- Whole Man, lied - tekst: Koji Yume

### Filmmuziek
- 1941 Kimi to boku